# Huayto
Huayto es un caserío peruano ubicado en el distrito de Pativilca, perteneciente a la provincia de Barranca del departamento de Lima, en la costa central del Perú.

## Ubicación
Huayto se sitúa en el distrito de Pativilca, el cual conforma la provincia de Barranca. El poblado se ubica en la margen izquierda del río Pativilca. A su vez, se encuentra cercano a los poblados de Churlin Alto, Araya Grande, Las Vegas y Otopongo. De igual manera, se encuentra a 21,5km de la ciudad de Pativilca.

## Demografía
En el 2017 tenía una población de 938 habitantes, según el INEI.
| Gráfica de evolución demográfica de Huayto entre 1993 y 2017 |
|                                                              |
| Fuentes: Población 1993 y 2017                               |

## Clima
| Parámetros climáticos promedio de Huayto | Parámetros climáticos promedio de Huayto | Parámetros climáticos promedio de Huayto | Parámetros climáticos promedio de Huayto | Parámetros climáticos promedio de Huayto | Parámetros climáticos promedio de Huayto | Parámetros climáticos promedio de Huayto | Parámetros climáticos promedio de Huayto | Parámetros climáticos promedio de Huayto | Parámetros climáticos promedio de Huayto | Parámetros climáticos promedio de Huayto | Parámetros climáticos promedio de Huayto | Parámetros climáticos promedio de Huayto | Parámetros climáticos promedio de Huayto |
| Mes                                      | Ene.                                     | Feb.                                     | Mar.                                     | Abr.                                     | May.                                     | Jun.                                     | Jul.                                     | Ago.                                     | Sep.                                     | Oct.                                     | Nov.                                     | Dic.                                     | Anual                                    |
| ---------------------------------------- | ---------------------------------------- | ---------------------------------------- | ---------------------------------------- | ---------------------------------------- | ---------------------------------------- | ---------------------------------------- | ---------------------------------------- | ---------------------------------------- | ---------------------------------------- | ---------------------------------------- | ---------------------------------------- | ---------------------------------------- | ---------------------------------------- |
| Temp. media (°C)                         | 21.8                                     | 22.7                                     | 22.5                                     | 21.1                                     | 19.3                                     | 18                                       | 17.4                                     | 17.2                                     | 17.5                                     | 18.1                                     | 18.9                                     | 20.3                                     | 19.6                                     |
| Fuente: climate-data.org                 |                                          |                                          |                                          |                                          |                                          |                                          |                                          |                                          |                                          |                                          |                                          |                                          |                                          |